# John Bachar
John M. Bachar, född 23 mars 1957 i Los Angeles, död 5 juli 2009 vid Dike Wall nära Mammoth Lakes, Kalifornien, var en amerikansk sportklättrare associerad med klättringslägret Camp 4 i Yosemitedalen i hemstaten Kalifornien.
Bachar var en av sin tids absolut främsta soloklättrare, den mest riskfyllda varianten av bergsklättring utan rep eller annan säkerhetsutrustning där ett fall betyder allvarlig skada eller död (beroende på hur långt klättraren faller).

## Biografi
Under 1970-talet var Bachar associerad med bergsklättringsgruppen Stonemasters i Kalifornien, som förutom Bachar även inbegrep klättrare som bland annat Jim Bridwell, Ron Kauk, John Long, Lynn Hill och Tobin Sorenson.
Bachar var en träningsfanatiker och känd för sin exemplariska fysik och kondition, och hans campingplats i Camp 4 var fylld med allehanda träningsredskap, bland annat en särskild repstege som senare fick namnet "Bachar ladder".
Bachar avled 5 juli 2009 sedan han fallit från Dike Wall nära Mammoth Lakes i Kalifornien under en soloklättring.